# Femi Opabunmi
Femi Opabunmi (3 marzo 1985) è un ex calciatore nigeriano, di ruolo centrocampista.